# Macarostola paradisia
Macarostola paradisia är en fjärilsart som beskrevs av Edward Meyrick 1908. Macarostola paradisia ingår i släktet Macarostola och familjen styltmalar.
Artens utbredningsområde är Sri Lanka. Inga underarter finns listade i Catalogue of Life.